# 陈希明
陈希明（1946年—），北京人，中华人民共和国政治人物。
毕业于北京林学院林业系，后担任宁夏回族自治区委组织部副部长。2002年，升任宁夏回族自治区党委副书记、组织部部长。次年改任中央直属机关工委副书记、工会联合会主席。